# Cordillera de Mérida

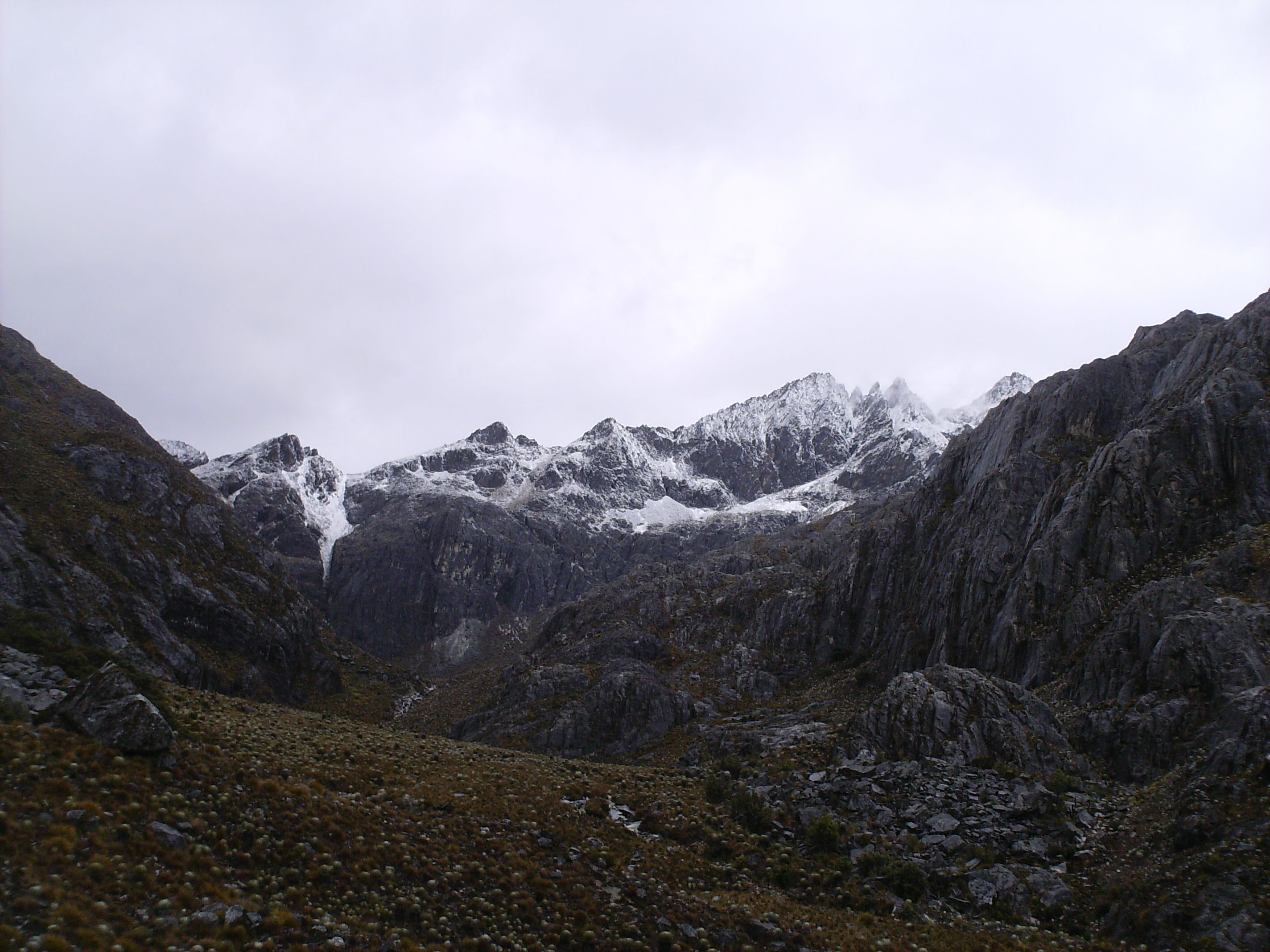
Cordillera de Mérida - Gebirgszug in Venezuela

Die Cordillera de Mérida (dt.: Kordillere von Mérida) umfasst eine Reihe von Berggipfeln und -massiven im Nordwesten Venezuelas. 
Die Cordillera de Mérida ist ein nordöstlicher Ausläufer der Anden. Sie breitet sich an der südwestlichen Grenze Venezuelas mit Kolumbien (Kolumbiens nordöstliche Grenze), bis zur Küste Venezuelas aus. Der Táchira-Graben trennt die Cordillera de Mérida von der Cordillera Oriental.
Der Gebirgszug befindet sich in den folgenden Bundesstaaten Venezuelas: Táchira, Mérida, Barinas, Trujillo, Portuguesa und Lara. Die südöstlichen Ausläufer werden von Nebenflüssen des Orinocos durchflossen, die nordwestlichen Ausläufer werden durch Flüsse durchflossen, die in den Maracaibo-See münden. An der nordöstlichen Spitze des Massivs liegen die Stadt Barquisimeto und die Quellen des Cojedes-Fluss.
Im Zentrum des Massivs liegt die Stadt Mérida. Im Norden der Stadt liegt die Sierra de la Culata und im Süden die Sierra Nevada de Mérida. Der Pico Bolívar ist mit 4981 Metern der höchste Gipfel Venezuelas.
Die meisten Gipfel sind vom Wald bedeckt, der höchste Gipfel befindet sich mit 3100 Metern über der Baumgrenze. Innerhalb des Massivs befindet sich das geschützte Gebiet Sierra Nevada National Park.
Seit der Mérida Vergletscherung – einer Reihe von Gletschervorstößen im späten Pleistozän – gab es möglicherweise kontinuierlich Gletscher in der Cordillera Mérida. In ihrer zweiten Phase, nach dem Maximum des letzten Glazial, bedeckten sie eine Fläche von ca. 600 km². Vor etwa 8000 Jahren kam es zu einem Gletscherrückgang. Unter trockeneren und wärmeren Bedingungen hatten sich vermutlich nur noch auf den höchsten Gipfeln Gletscher gehalten. In der Kleinen Eiszeit sank die Gleichgewichtslinie der Gletscher der Sierra Nevada de Mérida wieder um einige hundert Meter.
Einhergehend mit dem Anstieg der Lufttemperatur kam es in der Cordillera Mérida, wie auch in anderen Regionen der tropischen Anden, mindestens seit dem 19. Jahrhundert zu einem markanten Gletscherrückgang. Zu Beginn des letzten Jahrhunderts betrug die vergletscherte Fläche noch ca. 10 km². Im Jahr 1991 gab es in Venezuela noch fünf Gletscher, sie alle lagen in der Sierra Nevada de Mérida. Seit 2008 ist nur noch der Humboldt-Gletscher vorhanden. Im Jahr 2017 hatte er eine Größe von weniger als 0,1 km². Es wird damit gerechnet, dass er in den nächsten Jahren verschwindet. Venezuela wird dann der erste Andenstaat ohne Gletscher sein.